# Grzegorz Bobiński
Grzegorz Andrzej Bobiński (ur. 16 listopada 1975 w Toruniu) – polski matematyk, wykładowca Uniwersytetu Mikołaja Kopernika w Toruniu.

## Życiorys
Grzegorz Bobiński w latach 1991–1994 uczył się w IV Liceum Ogólnokształcącym im. Tadeusza Kościuszki w Toruniu. W okresie szkolnym był stypendystą Krajowego Funduszu na rzecz Dzieci. W latach 1994–1999 studiował matematykę na Uniwersytecie Mikołaja Kopernika w Toruniu (UMK), broniąc napisaną pod kierunkiem Andrzeja Skowrońskiego pracę magisterską Algebry odwrócone oswojonego typu reprezentacyjnego. W 2001 otrzymał tamże stopień doktora nauk matematycznych, specjalność teoria reprezentacji algebr, na podstawie dysertacji Geometria rozmaitości modułów nad oswojonymi algebrami kwaziodwróconymi, której promotorem ponownie był Andrzej Skowroński. W 2010 habilitował się w dziedzinie nauk matematycznych, przedstawiwszy osiągnięcie naukowe Składowe nieprzywiedlne i zbiory zer półniezmienników w rozmaitościach modułów nad algebrami kwaziodwróconymi. W 2022 otrzymał tytuł profesora nauk matematycznych.
Od 1999 związany zawodowo z Uniwersytetem Mikołaja Kopernika w Toruniu, gdzie w latach 2020–2024 był prodziekanem, a w 2024 został dziekanem Wydziału Matematyki i Informatyki. Odbył roczny staż naukowy na Uniwersytecie w Bernie oraz dwuletni na Uniwersytecie w Bielefeld.
Członek Komitetu Matematyki Polskiej Akademii Nauk.
Wyróżniony m.in. złotym medalem na Międzynarodowej Olimpiadzie Matematycznej (1994), tytułem Najlepszego Studenta UMK (1997), Najlepszego Absolwenta UMK (1999), stypendium Ministra Edukacji Narodowej (trzykrotnie), I nagrodą w Konkursie im. Józefa Marcinkiewicza na najlepszą pracę studencką Polskiego Towarzystwa Matematycznego, nagrodą Ministra Edukacji Narodowej za pracę doktorską, stypendium im. Stanisława Saksa Fundacji Matematyków Wrocławskich, stypendium Fundacji na rzecz Nauki Polskiej dla młodych naukowców (dwukrotnie) oraz Nagrodą im. Kazimierza Kuratowskiego (2005).
Ojciec dwójki dzieci.

## Zainteresowania naukowe
Jego zainteresowania naukowe obejmują przede wszystkim własności rozmaitości modułów i reprezentacji kołczanów oraz kategorie pochodnych kategorii modułów. Najbardziej znaczącym wynikiem uzyskanym w ramach pierwszego z nich jest udowodnione wraz z Grzegorzem Zwarą twierdzenie mówiące, że „domknięcia klas izomorfizmu (będących orbitami ze względu na działanie produktu grup liniowych) w rozmaitościach kołczanów typów Dynkina A i D są normalnymi rozmaitościami Cohena-Macualaya. Normalność tych rozmaitości, których szczególną wersją są rozmaitości kompleksów badane wcześniej m.in. przez Corrado De Conciniego i Elisabeth Strickland, była otwartym problemem opierającym się tradycyjnym narzędziom geometrii algebraicznej. Dowód Bobińskiego i Zwary wykorzystywał rozwiniętą przez Zwarę technikę funktorów hom-kontrolowanych opierającą się na interpretacji punktów badanych rozmaitości jako reprezentacji kołczanów”. Prace Bobińskiego w ramach tematyki geometrycznej obejmowały zagadnienia „globalnych własności rozmaitości modułów, takich jak normalność oraz nieprzywiedlność, a także półniezmienników oraz ich zbiorów zer”. Zainicjował (wraz z Janem Schröerem) „badanie algebr geometrycznie nieprzywiedlnych, dla których wszystkie stowarzyszone rozmaitości modułów są nieprzywiedlne”.